# Песков, Евгений Витальевич
Евгений Витальевич Песков (укр. Євген Віталійович Пєсков; 22 сентября 1981, Запорожье) — украинский футболист, защитник.

## Карьера
Воспитанник запорожского футбола. В ДЮФЛ выступал за «Торпедо» (Запорожье). Первым профессиональным клубом было «Торпедо». Позже выступал за команду «Уголёк» из города Димитров. В 2003 году перешёл в херсонский «Кристалл» по приглашению Сергея Пучкова. В 2005 году перешёл в «Севастополь», где тренером был Сергей Пучков.
В декабре 2006 года перешёл в полтавскую «Ворсклу». С 2006 года по 2007 год выступал за «Севастополь» на правах аренды. В основной команде «Ворсклы» Пескову закрепиться не удалось и он выступал за дубль. В дубле он стал капитаном, провёл 58 матчей и забил 2 мяча. В январе 2009 года он побывал на просмотре в симферопольской «Таврии». 16 мая 2009 года дебютировал в Премьер-лиге Украины в матче против донецкого «Металлурга» (2:1).
Летом 2010 года вернулся в «Ворсклу».

## Достижения
- Обладатель Кубка Украины (1): 2008/09

## Статистика
| Сезон   | Клуб                | Лига         | Чемпионат | Чемпионат | Кубок | Кубок | Еврокубки | Еврокубки |
| Сезон   | Клуб                | Лига         | Игры      | Голы      | Игры  | Голы  | Игры      | Голы      |
| ------- | ------------------- | ------------ | --------- | --------- | ----- | ----- | --------- | --------- |
| 1999/00 | Торпедо (Запорожье) | Первая лига  | 0         | 0         | 0     | 0     | —         | —         |
| 2002/03 | Уголёк              | Вторая лига  | 8         | 0         | 0     | 0     | —         | —         |
| 2003/04 | Кристалл (Херсон)   | Вторая лига  | 9         | 1         | 0     | 0     | —         | —         |
| 2004/05 | Кристалл (Херсон)   | Вторая лига  | 19        | 2         | 1     | 0     | —         | —         |
| 2005/06 | Севастополь         | Вторая лига  | 24        | 3         | 1     | 0     | —         | —         |
| 2006/07 | Севастополь         | Вторая лига  | 17        | 3         | 5     | 0     | —         | —         |
| 2006/07 | Ворскла             | Высшая лига  | 0         | 0         | 0     | 0     | —         | —         |
| 2007/08 | Ворскла             | Высшая лига  | 0         | 0         | 0     | 0     | —         | —         |
| 2007/08 | Севастополь         | Первая лига  | 14        | 1         | 1     | 0     | —         | —         |
| 2008/09 | Ворскла             | Премьер-лига | 1         | 0         | 1     | 0     | —         | —         |
| 2009/10 | Ворскла             | Премьер-лига | 0         | 0         | 0     | 0     | 0         | 0         |
| 2009/10 | Севастополь         | Первая лига  | 0         | 0         | 0     | 0     | —         | —         |
| 2010/11 | Ворскла             | Премьер-лига | 16        | 0         | 0     | 0     | —         | —         |
| 2011/12 | Ворскла             | Премьер-лига | 5         | 0         | 1     | 0     | 2         | 0         |
| 2012/13 | Ворскла             | Премьер-лига | 3         | 0         | 0     | 0     | —         | —         |